# Syrenie Stawy
Syrenie Stawy (anteriormente Park Arendta) es un grupo de lagos en el Parque Forestral Arkoński en Szczecin en Polonia, a unos 3 km del centro de la ciudad. El afluente de los lagos es un arroyo llamado Osówka. Syrenie Stawy están situados en las proximidades del baño Arkonka. Los estudios de la flora bacteriana de los lagos indican el grado muy alto de contaminación, causado por el vertido de aguas residuales.